# Ravensthorpe (Northamptonshire)
Pour les articles homonymes, voir Ravensthorpe.
Ravensthorpe est une paroisse civile et un village du Northamptonshire, en Angleterre.

## Toponymie
Ravensthorpe est un toponyme d'origine norroise désignant une ferme isolée ou un hameau (thorp) appartenant à un individu nommé Hrafn. Il est attesté pour la première fois dans le Domesday Book, compilé en 1086, sous la forme Ravenestorp.

## Dans la fiction
Dans le jeu Assassin's Creed Valhalla, c'est le nom choisi par Eivor, le personnage principal, au moment de baptiser le premier village viking de son clan lorsqu'ils arrivent en Angleterre. Ce nom signifierait « le village des grands corbeaux », le corbeau étant l'emblème de son clan.
Bien que la colonie fictive soit localisée dans le Leicestershire, la comparaison des cartes du jeu amène à proximité immédiate de ce village. La coïncidence est célébrée pendant une semaine de Yule.